# Cottus metae
Cottus metae és una espècie de peix pertanyent a la família dels còtids.

## Descripció
- Fa 9,7 cm de llargària màxima.[1]

## Reproducció
Assoleix la maduresa sexual als 2-4 anys i la fresa s'esdevé entre el març i l'abril.

## Hàbitat
És un peix d'aigua dolça, bentopelàgic i de clima temperat.

## Distribució geogràfica
Es troba a Europa: és un endemisme del riu Sava (conca del riu Danubi a Eslovènia).

## Observacions
És inofensiu per als humans.